# Hovmantorp GoIF
Hovmantorp GoIF är en svensk idrottsförening, bildad 1923. Föreningen har genom åren haft verksamhet i en rad idrotter. I dag[när?] har föreningen endast fotboll, innebandy och bordtennis på programmet. Hovmantorp GoIF har fostrat flera allsvenska fotbollsspelare. Mest meriterad är Curt Olsberg som vann flera SM med Malmö FF. Han representerade även Djurgårdens IF och landslaget. På senare år[när?] har även Patrik Bojent spelat i allsvenskan för Östers IF, Gefle IF och AIK. Spelar nu[när?] åter för Östers IF. Andreas Ravelli bror till Tomas Ravelli har också varit spelande tränare i klubben, som även spelat i Östers IF, IFK Göteborg och svenska fotbollslandslaget. En rad allsvenska spelare har avslutat karriären i föreningen. 
2021 tog laget klivet upp i division 4 igen efter ha vunnit mot Kalmar AIK i kvalet.